# As Cinco Panelas de Ouro
As Cinco Panelas de Ouro foi uma telenovela brasileira exibida pela TV Cultura entre 1 e 27 de março de 1982, no horário das 22h. com a direção de Edison Braga. Baseada no romance de Antônio Alcântara Machado, foi escrita por Sérgio Jockyman e teve 20 capítulos. 
A TV Cultura reprisou As Cinco Panelas de Ouro de 7 de novembro a 9 de dezembro de 2005 às 19 horas, em 20 capítulos.

## Enredo
Na década de 1930, na pequena cidade de Jataí, interior paulista, um único partido, PRP, controla o poder, apesar de dividido entre a facção "legítima" e a "verdadeira".
A facção legítima é liderada por Seu Zequinha da Silva, pai de Isolina da Silva Prates, uma moça casada com Dadau Prates, porém grávida do ex-noivo, Afonsinho Henriques Mourão. A verdadeira é representada pelo Major Diogo Mourão, Afonsinho - que é filho do major - e Nicolau da Foz.
Explode a revolução de 1930 e a pacata cidade implode. Em meio à revolução, Esmeralda, esposa de Nicolau, tem sonhos sugestivos que costumam se concretizar. Num desses sonhos, Padre Dito, pároco da cidade já falecido, conta a Esmeralda sobre a existência das cinco panelas de ouro, enterradas em seu túmulo.
A notícia do sonho chega aos ouvidos dos moradores e aí começa uma corrida desenfreada pelo ouro

## Elenco
| Ator                    | Personagem                 |
| ----------------------- | -------------------------- |
| Luiz Armando Queiroz    | Afonsinho Henriques Mourão |
| Elaine Cristina         | Isolina da Silva Prates    |
| Renato Borghi           | Dadau Prates               |
| Walter Breda            | Nicolau da Foz             |
| Sandra Barsotti         | Esmeralda                  |
| Aldo César              | Tenente Messias            |
| Dante Rui               | Major Diogo Mourão         |
| Vic Militello           | dona Emília                |
| Rubens Teixeira         | Seu Zequinha da Silva      |
| Yara Lins               | dona Trindade              |
| Paulo Hesse             | Padre Zoroasto             |
| Neusa Borges            | dona Gegê                  |
| Wilma de Aguiar         | dona Zizi                  |
| Henrique Lisboa         | Laudelino                  |
| Oswaldo Campozana       | Juíz Raimundo              |
| Vicente Bacaro          | Janjão                     |
| Francarlos Reis         | Santos Dumont Salomão      |
| Sergio Ropperto         | turco Lázaro               |
| Gilberto Sálvio         | Prefeito Tolentino         |
| Rubens Rollo            | Idílio Madeira             |
| Sérgio Loureiro         | Seu Conrado                |
| Paulo Ildefonso         | Abílio                     |
| Orestes Turano          | Maestro Angiolini          |
| J. Santana              | Chico Rosa                 |
| Olívia Camargo          | dona Iná                   |
| Sérgio Buck             | Manuel                     |
| Assunta Mandelli        | Laurinda                   |
| Benedito Pereira Gomes  | seu Benedito               |
| Cachimbo                | seu Crispim (Coveiro)      |
| Geraldo Ramos           |                            |
| Luiz Zaffalon           |                            |
| José Edimilson da Silva |                            |
| Március Melo            |                            |
| Oswaldo Spínola         |                            |
| Roberto Sgai            |                            |
| Silvia Pompeo           |                            |